# Valary Jemeli Aiyabei
Valary Jemeli Aiyabei (Kenya, 8 de juny de 1991) és una atleta internacional de llarga distància keniana especialitzada en mitja marató i en la marató.
Va guanyar la Marató de València en desembre de 2016, aconseguint la millor marca en territori espanyol de la distància, batent el rècord femení de la prova amb un temps de 2:24:48, en possessió de la namíbia Beata Nandjala Naigambo amb un temps de 2.26:57, assolit l'any 2015.
Al maig de 2017 va fer marca personal a la BMW Berlin Marathon amb un temps de 2:20:53, quedant en tercera posició. En 2017 va guanyar la Volkswagen Prague Marathon amb un temps de 2:21:57 i en setembre de 2018 va guanyar la Marató de Pequín amb un temps de 2:21.38.

## Millors marques
| Disciplina     | Temps   | Lloc   | Data                   |
| -------------- | ------- | ------ | ---------------------- |
| Mitja marató   | 1:07:50 | Praga  | 1 d'abril de 2017      |
| 30 quilòmetres | 1:38:19 | Praga  | 7 de maig de 2017      |
| Marató         | 2:20:53 | Berlín | 24 de setembre de 2017 |